# Polygonale lijn

Een open polygonale lijn bestaande uit 6 hoekpunten en 5 lijnstukken

Een gesloten polygonale lijn die uit 5 hoekpunten en 5 lijnstukken bestaat.

Een zelfdoorsnijdende polygonale lijn.

Een polygonale lijn is een meetkundige figuur die uit rechte lijnstukken bestaat, en waarbij aan elk uiteinde van een lijnstuk hoogstens één ander lijnstuk is gekoppeld. Bovendien zijn alle lijnstukken met elkaar verbonden (als dit niet zo is spreekt men van meerdere polygonale lijnen). 
Een polygonale lijn kan open of gesloten zijn. Een open polygonale lijn heeft aan beide kanten open uiteinden. Een open polygonale lijn die uit N lijnstukken bestaat heeft precies N+1 hoekpunten.  Bij een gesloten polygonale lijn zijn alle lijnstukken aan beide kanten verbonden met andere lijnstukken. Een gesloten polygonale lijn die uit N lijnstukken bestaat heeft ook N hoekpunten.
Een gesloten polygonale lijn wordt ook een veelhoek of polygoon genoemd.
De hoekpunten van een polygonale lijn kunnen beschouwd worden als vectoren in een p-dimensionale vectorruimte. In alledaagse toepassingen zoals tekenprogramma's is p=2. In 3D-bewerkingssoftware (CAD/CAM, 3D-computergraphics) is p=3. Binnen de meetkunde kan p ook grotere waarden hebben.
Een polygonale lijn wordt monotoon genoemd als er een rechte lijn L bestaat zodanig dat elke lijn loodrecht op L de polygonale lijn hoogstens eenmaal doorsnijdt.
Een polygonale lijn kan zelfdoorsnijdend zijn. In het geval dat een gesloten, zelfdoorsnijdende polygonale lijn in een tekenprogramma gevuld moet worden treden er interessante problemen op omdat er ingesloten delen kunnen bestaan. Het hangt van het gekozen vul-algoritme af of deze delen al of niet gevuld worden. Twee bekende vulmethoden worden in de Engelstalige literatuur als even-odd fill en nonzero fill aangeduid. Bij even-odd fill schakelt de vulling afwisselend aan en uit wanneer van buiten af gerekend de lijn een oneven of even aantal malen gekruist is. Bij nonzero fill worden alle delen gevuld die door de lijn van het buitengebied zijn afgesloten.